# Maria Drobniewska
Maria Drobniewska – nauczycielka, działaczka oświatowa i kobieca.

## Życie
Nauczycielka, przed 1914 prowadziła pensję w Warszawie. Jednocześnie prowadziła wraz z Klotyldą Lewandowską komplety dla kobiet, Członkini Ligi Narodowej. Podczas rewolucji 1905–1907 jedna z czołowych działaczek Związku Unarodowienia Szkół – członkini jego Zarządu i autorka odezw. Organizatorka tajnych kompletów dla uczniów. Uczestniczyła także w pracach Polskiej Macierzy Szkolnej. Z Ligi Narodowej wystąpiła razem z „Secesją” w 1911 roku. Od 1913 współzałożycielka, a następnie działaczka Ligi Kobiet Pogotowia Wojennego w Warszawie. Od 14 września 1915 członkini Rady LK PW w Warszawie. Po zjeździe piotrkowskim Ligi w 1916, od jesieni członkini koła „A” grupującego zwolenniczki Departamentu Wojskowego NKN. Po wznowieniu działalności przez Polską Macierz Szkolną była działaczką tego stowarzyszenia. Od 1928 była także członkinią Związku Pracy Obywatelskiej Kobiet. W latach trzydziestych członkini zarządu Koła PMS im. Zofii Bukowieckiej w Warszawie, organizowała m.in. konkursy literackie dla dzieci.

## Prace
- Maria Drobniewska, Co rodzice własnym dzieciom dać powinni. Warszawa 1914